# Gheorghe Șurariu
Gheorghe Șandru (n. 21 octombrie 1874, Prejmer – d. 21 aprilie 1944, Prejmer) a fost un deputat în Marea Adunare Națională de la Alba Iulia, organismul legislativ reprezentativ al „tuturor românilor din Transilvania, Banat și Țara Ungurească”, cel care a adoptat hotărârea privind Unirea Transilvaniei cu România, la 1 decembrie 1918.:p. 144-145

## Biografie
S-a născut în Prejmer, la data de 21 octombrie 1874. A urmat cursurile Facultății de Teologie din Sibiu. A decedat la 21 aprilie 1944, probabil în Prejmer. :p. 145

## Activitatea politică

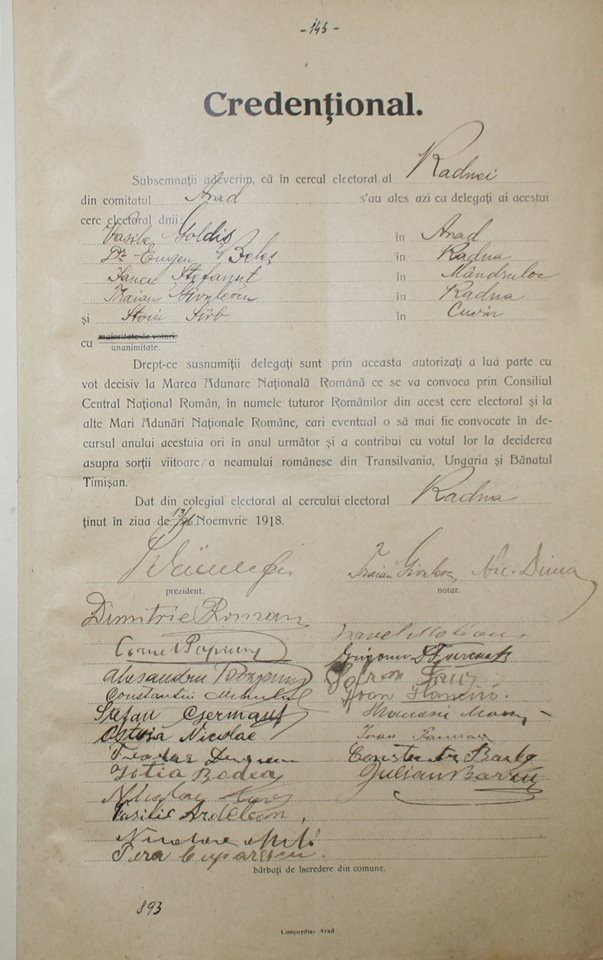
Credențional

A participat la Marea Adunare Națională de la Alba Iulia din 1 decembrie 1918 ca delegat al satului Prejmer, alături de alți consăteni de ai săi.:p. 133